# 연합 포데모스
연합 포데모스(스페인어: Unidas Podemos, Unidos Podemos)은 스페인의 민주사회주의 선거연합이다. 2016년 5월에 2016년 스페인 총선거를 앞두고 포데모스와 좌파연합을 중심으로 좌파부터 극좌파 성향의 여러 정당들이 연합하여 창설하였다.
민주사회주의 및 좌익 대중주의 성향으로, 반(反) 긴축재정 운동과 직접민주주의, 연방주의, 공화주의를 지지하였다. 2019년 11월 스페인 총선거에서 페드로 산체스의 스페인 사회노동당과 함께 연정을 수립하였다. 2023년 6월 수마르(Sumar)로 재편되며 사실상 해산되었다.